# Allied (film)
Allied er en film fra 2016 instrueret af Robert Zemeckis efter manuskript af Steven Knight. Brad Pitt, Marion Cotillard, Lizzy Caplan, Matthew Goode og Jared Harris spiller hovedrollerne i filmen. 

## Medvirkende
- Brad Pitt som Max Vatan
- Marion Cotillard som Marianne Beausejour
- Jared Harris som Frank Heslop
- Matthew Goode som Guy Sangster
- Lizzy Caplan som Bridget Vatan
- August Diehl som Hobar
- Camille Cottin som Monique
- Anton Lesser som Emmanuel Lombard
- Daniel Betts som George Kavanagh
- Marion Bailey som Fru Sinclair

## Eksterne links
- Officiel hjemmeside
- Allied på Internet Movie Database (engelsk)
- Allied på Filmdatabasen
- Allied på Scope
- Allied i Svensk Filmdatabas (svensk)
- Allied på AlloCiné (fransk)
- Allied på MovieMeter (nederlandsk)
- Allied på AllMovie (engelsk)
- Allied på Turner Classic Movies (engelsk)
- Allied på The Movie Database (engelsk)
- Allied på Rotten Tomatoes (engelsk)